# Кошаркашка лига Србије 2017/18.
Кошаркашка лига Србије у сезони 2017/18. је дванаесто такмичење организовано под овим именом од стране Кошаркашког савеза Србије од оснивања лиге 2006. и то је први степен такмичења у Србији. Нижи ранг је Друга лига Србије.

## Систем такмичења
Први део лиге броји 14 екипа и игра се у 26 кола по двоструком бод систему. У њему се надмећу сви тимови који су обезбедили учешће у Кошаркашкој лиги Србије у тој сезони, изузев клубова који су учесници првог ранга Јадранске лиге.
У другом делу се прикључују четири српска тима који учествују у првом рангу Јадранске лиге и заједно са 8 првопласираних клубова из првог дела Кошаркашке лиге Србије формирају Суперлигу Србије. Суперлига броји 12 клубова и подељена је у две групе са по 6 екипа. Такмичење унутар група одвија се по двокружном бод-систему у 10 кола.
По четири првопласиране екипе из сваке групе учествују у завршном разигравању за титулу (плеј-офу). У четвртфиналу се екипе упарују по систему А1-Б4, А2-Б3, Б1-А4, Б2-А3. У полуфиналу се упарују победници четвртфинала 1 и 4, односно 2 и 3. Четвртфинални и полуфинални дуели се играју на две, а финални на три добијене утакмице, при чему боље пласирани тим на табели Суперлиге има предност домаћег терена на непарним мечевима. Победник плеј-офа Суперлиге добија титулу првака Србије.

## Први део такмичења

### Клубови у сезони 2017/18.
| Клуб            | Место         | Дворана                  | Капацитет |
| --------------- | ------------- | ------------------------ | --------- |
| Беовук 72       | Београд       | Хала СЦ ''Визура''       | 1.500     |
| Борац           | Чачак         | Хала Борца крај Мораве   | 2.500     |
| Војводина       | Нови Сад      | СПЕНС                    | 11.000    |
| Вршац           | Вршац         | Центар Миленијум         | 5.000     |
| Динамик ВИП ПЕЈ | Београд       | Динамик арена            | 500       |
| Дунав           | Стари Бановци | Хала Парк                |           |
| Златибор        | Чајетина      | Спортска хала КСЦ        | 500       |
| ККК Раднички    | Крагујевац    | Спортска хала Језеро     | 3.570     |
| Металац         | Ваљево        | Хала спортова Ваљево     | 2.500     |
| Младост Адмирал | Београд       | КСЦ Пинки Земун          | 2.300     |
| ОКК Београд     | Београд       | ЦКС Шумице               | 2.000     |
| Слога           | Краљево       | Хала спортова Краљево    | 1.500     |
| Спартак         | Суботица      | Хала спортова у Суботици | 3.000     |
| Тамиш           | Панчево       | Спортска хала Стрелиште  | 1.100     |

### Резултати по колима
| 1. коло               |        |
| Борац — Војводина     | 108:85 |
| ОКК Београд — Спартак | 75:76  |
| Златибор — Металац    | 89:80  |
| Слога — Динамик       | 86:88  |
| Тамиш — ККК Раднички  | 85:81  |
| Беовук 72 — Вршац     | 71:82  |
| Дунав — Младост       | 88:80  |

| 2. коло                  |        |
| Војводина — Младост      | 95:104 |
| Вршац — Дунав            | 72:61  |
| ККК Раднички — Беовук 72 | 75:86  |
| Динамик — Тамиш          | 70:62  |
| Металац — Слога          | 109:84 |
| Спартак — Златибор       | 91:80  |
| Борац — ОКК Београд      | 88:62  |

| 3. коло                 |       |
| ОКК Београд — Војводина | 89:84 |
| Златибор — Борац        | 81:59 |
| Слога — Спартак         | 82:90 |
| Тамиш — Металац         | 85:94 |
| Беовук 72 — Динамик     | 86:83 |
| Дунав — ККК Раднички    | 86:67 |
| Младост — Вршац         | 74:96 |

| 4. коло                |        |
| Војводина — Вршац      | 95:100 |
| ККК Раднички — Младост | 78:96  |
| Динамик — Дунав        | 97:71  |
| Металац — Беовук 72    | 96:85  |
| Спартак — Тамиш        | 76:73  |
| Борац — Слога          | 102:70 |
| ОКК Београд — Златибор | 83:88  |

| 5. коло              |       |
| Златибор — Војводина | 84:91 |
| Слога — ОКК Београд  | 75:87 |
| Тамиш — Борац        | 58:74 |
| Беовук 72 — Спартак  | 74:94 |
| Дунав — Металац      | 88:85 |
| Младост — Динамик    | 90:93 |
| Вршац — ККК Раднички | 88:79 |

| 6. коло                  |       |
| Војводина — ККК Раднички | 87:81 |
| Динамик — Вршац          | 89:70 |
| Металац — Младост        | 85:66 |
| Спартак — Дунав          | 85:71 |
| Борац — Беовук 72        | 85:80 |
| ОКК Београд — Тамиш      | 61:74 |
| Златибор — Слога         | 89:63 |

| 7. коло                 |       |
| Слога — Војводина       | 86:92 |
| Тамиш — Златибор        | 83:75 |
| Беовук 72 — ОКК Београд | 82:81 |
| Дунав — Борац           | 68:71 |
| Младост — Спартак       | 88:76 |
| Вршац — Металац         | 90:94 |
| ККК Раднички — Динамик  | 82:90 |

| 8. коло                |       |
| Војводина — Динамик    | 75:84 |
| Металац — ККК Раднички | 91:77 |
| Спартак — Вршац        | 79:90 |
| Борац — Младост        | 73:81 |
| ОКК Београд — Дунав    | 95:84 |
| Златибор — Беовук 72   | 71:75 |
| Слога — Тамиш          | 70:73 |

| 9. коло                |        |
| Тамиш — Војводина      | 81:78  |
| Беовук 72 — Слога      | 82:75  |
| Дунав — Златибор       | 93:86  |
| Младост — ОКК Београд  | 63:64  |
| Вршац — Борац          | 97:103 |
| ККК Раднички — Спартак | 66:78  |
| Динамик — Металац      | 83:93  |

| 10. коло             |        |
| Војводина — Металац  | 103:87 |
| Спартак — Динамик    | 87:88  |
| Борац — ККК Раднички | 97:64  |
| ОКК Београд — Вршац  | 84:71  |
| Златибор — Младост   | 85:79  |
| Слога — Дунав        | 69:57  |
| Тамиш — Беовук 72    | 93:85  |

| 11. коло                   |        |
| Беовук 72 — Војводина      | 91:92  |
| Дунав — Тамиш              | 80:90  |
| Младост — Слога            | 74:64  |
| Вршац — Златибор           | 102:74 |
| ККК Раднички — ОКК Београд | 76:75  |
| Динамик — Борац            | 73:69  |
| Металац — Спартак          | 95:78  |

| 12. коло                |       |
| Војводина — Спартак     | 96:77 |
| Борац — Металац         | 96:83 |
| ОКК Београд — Динамик   | 84:83 |
| Златибор — ККК Раднички | 98:68 |
| Слога — Вршац           | 77:89 |
| Тамиш — Младост         | 60:71 |
| Беовук 72 — Дунав       | 83:93 |

| 13. коло              |       |
| Дунав — Војводина     | 97:94 |
| Младост — Беовук 72   | 81:94 |
| Вршац — Тамиш         | 83:78 |
| ККК Раднички — Слога  | 78:76 |
| Динамик — Златибор    | 78:68 |
| Металац — ОКК Београд | 94:71 |
| Спартак — Борац       | 83:87 |

| 14. коло              |        |
| Војводина — Борац     | 98:97  |
| Спартак — ОКК Београд | 72:91  |
| Металац — Златибор    | 85:98  |
| Динамик — Слога       | 88:63  |
| ККК Раднички — Тамиш  | 87:88  |
| Вршац — Беовук 72     | 94:87  |
| Младост — Дунав       | 101:76 |

| 15. коло                 |        |
| Младост — Војводина      | 80:104 |
| Дунав — Вршац            | 70:59  |
| Беовук 72 — ККК Раднички | 102:86 |
| Тамиш — Динамик          | 83:96  |
| Слога — Металац          | 76:107 |
| Златибор — Спартак       | 77:57  |
| ОКК Београд — Борац      | 70:78  |

| 16. коло                |        |
| Војводина — ОКК Београд | 73:54  |
| Борац — Златибор        | 73:67  |
| Спартак — Слога         | 94:101 |
| Металац — Тамиш         | 83:95  |
| Динамик — Беовук 72     | 106:90 |
| ККК Раднички — Дунав    | 70:82  |
| Вршац — Младост         | 103:70 |

| 17. коло               |        |
| Вршац — Војводина      | 89:73  |
| Младост — ККК Раднички | 101:95 |
| Дунав — Динамик        | 70:86  |
| Беовук 72 — Металац    | 96:89  |
| Тамиш — Спартак        | 104:74 |
| Слога — Борац          | 71:91  |
| Златибор — ОКК Београд | 85:81  |

| 18. коло             |        |
| Војводина — Златибор | 95:78  |
| ОКК Београд — Слога  | 100:66 |
| Борац — Тамиш        | 77:66  |
| Спартак — Беовук 72  | 81:76  |
| Металац — Дунав      | 94:77  |
| Динамик — Младост    | 109:86 |
| ККК Раднички — Вршац | 85:92  |

| 19. коло                 |        |
| ККК Раднички — Војводина | 92:88  |
| Вршац — Динамик          | 75:80  |
| Младост — Металац        | 108:78 |
| Дунав — Спартак          | 71:78  |
| Беовук 72 — Борац        | 76:89  |
| Тамиш — ОКК Београд      | 83:62  |
| Слога — Златибор         | 76:100 |

| 20. коло                |        |
| Војводина — Слога       | 107:77 |
| Златибор — Тамиш        | 69:61  |
| ОКК Београд — Беовук 72 | 82:89  |
| Борац — Дунав           | 94:68  |
| Спартак — Младост       | 82:88  |
| Металац — Вршац         | 83:93  |
| Динамик — ККК Раднички  | 106:91 |

| 21. коло               |        |
| Динамик — Војводина    | 76:93  |
| ККК Раднички — Металац | 80:86  |
| Вршац — Спартак        | 87:74  |
| Младост — Борац        | 89:103 |
| Дунав — ОКК Београд    | 88:61  |
| Беовук 72 — Златибор   | 82:95  |
| Тамиш — Слога          | 112:58 |

| 22. коло               |        |
| Војводина — Тамиш      | 100:95 |
| Слога — Беовук 72      | 106:99 |
| Златибор — Дунав       | 81:76  |
| ОКК Београд — Младост  | 69:86  |
| Борац — Вршац          | 80:73  |
| Спартак — ККК Раднички | 64:76  |
| Металац — Динамик      | 87:83  |

| 23. коло             |        |
| Металац — Војводина  | 89:81  |
| Динамик — Спартак    | 98:70  |
| ККК Раднички — Борац | 78:107 |
| Вршац — ОКК Београд  | 92:55  |
| Младост — Златибор   | 93:101 |
| Дунав — Слога        | 87:74  |
| Беовук 72 — Тамиш    | 73:107 |

| 24. коло                   |       |
| Војводина — Беовук 72      | 88:92 |
| Тамиш — Дунав              | 94:74 |
| Слога — Младост            | 79:87 |
| Златибор — Вршац           | 93:78 |
| ОКК Београд — ККК Раднички | 82:89 |
| Борац — Динамик            | 75:90 |
| Спартак — Металац          | 92:87 |

| 25. коло                |        |
| Спартак — Војводина     | 73:97  |
| Металац — Борац         | 97:93  |
| Динамик — ОКК Београд   | 83:88  |
| ККК Раднички — Златибор | 79:73  |
| Вршац — Слога           | 117:74 |
| Младост — Тамиш         | 71:78  |
| Дунав — Беовук 72       | 107:87 |

| 26. коло              |        |
| Војводина — Дунав     | 70:75  |
| Беовук 72 — Младост   | 90:79  |
| Тамиш — Вршац         | 96:68  |
| Слога — ККК Раднички  | 82:92  |
| Златибор — Динамик    | 83:76  |
| ОКК Београд — Металац | 77:111 |
| Борац — Спартак       | 85:55  |

### Табела
|    | Тим                 | Игр. | Поб. | Изг. | П+   | П-   | П+/- | Бод |
| -- | ------------------- | ---- | ---- | ---- | ---- | ---- | ---- | --- |
| 1  | Борац Чачак         | 26   | 20   | 6    | 2254 | 1983 | +271 | 46  |
| 2  | Динамик ВИП ПЕЈ     | 26   | 19   | 7    | 2276 | 2077 | +199 | 45  |
| 3  | Вршац               | 26   | 17   | 9    | 2250 | 2078 | +172 | 43  |
| 4  | Златибор            | 26   | 16   | 10   | 2168 | 2057 | +123 | 42  |
| 5  | Тамиш               | 26   | 16   | 10   | 2157 | 1990 | +167 | 42  |
| 6  | Металац             | 26   | 16   | 10   | 2362 | 2244 | +118 | 42  |
| 7  | Војводина           | 26   | 14   | 12   | 2334 | 2236 | +98  | 40  |
| 8  | Младост Адмирал     | 26   | 12   | 14   | 2186 | 2218 | -32  | 38  |
| 9  | Дунав Стари Бановци | 26   | 12   | 14   | 2058 | 2123 | -65  | 38  |
| 10 | Беовук 72           | 26   | 11   | 15   | 2213 | 2310 | -97  | 37  |
| 11 | Спартак Суботица    | 26   | 10   | 16   | 2036 | 2203 | -167 | 36  |
| 12 | ОКК Београд         | 26   | 9    | 17   | 1983 | 2133 | -150 | 35  |
| 13 | ККК Раднички        | 26   | 7    | 19   | 2072 | 2286 | -214 | 33  |
| 14 | Слога               | 26   | 3    | 23   | 1980 | 2391 | -411 | 29  |

Легенда:

## Суперлига Србије

### Клубови у сезони 2017/18.
| Клуб              | Место             | Дворана                        | Капацитет |
| ----------------- | ----------------- | ------------------------------ | --------- |
| Борац             | Чачак             | Хала Борца крај Мораве         | 2.500     |
| Војводина         | Нови Сад          | СПЕНС                          | 11.000    |
| Вршац             | Вршац             | Центар Миленијум               | 5.000     |
| Динамик ВИП ПЕЈ   | Београд           | Динамик арена                  | 500       |
| Златибор          | Чајетина          | Спортска хала КСЦ              | 500       |
| Мега Лекс         | Сремска Митровица | Пословно-спортски центар Пинки | 3.000     |
| Металац           | Ваљево            | Хала спортова Ваљево           | 2.500     |
| Младост           | Београд           | КСЦ Пинки Земун                | 2.300     |
| Партизан НИС      | Београд           | Хала Пионир                    | 8.150     |
| Тамиш             | Панчево           | Спортска хала Стрелиште        | 1.100     |
| ФМП               | Београд           | Дворана Железник               | 3.000     |
| Црвена звезда МТС | Београд           | Хала Пионир                    | 8.150     |

### Група А

#### Резултати по колима
| 1. коло             |        |
| Ц. звезда — Младост | 115:64 |
| Мега Бемакс — Тамиш | 86:77  |
| Борац — Златибор    | 109:80 |

| 2. коло                 |       |
| Младост — Златибор      | 76:82 |
| Тамиш — Борац           | 69:86 |
| Ц. звезда — Мега Бемакс | 91:64 |

| 3. коло               |       |
| Мега Бемакс — Младост | 90:92 |
| Борац — Ц. звезда     | 70:63 |
| Златибор — Тамиш      | 83:98 |

| 4. коло              |        |
| Младост — Тамиш      | 79:84  |
| Ц. звезда — Златибор | 102:64 |
| Мега Бемакс — Борац  | 81:88  |

| 5. коло                |       |
| Борац — Младост        | 96:63 |
| Златибор — Мега Бемакс | 79:82 |
| Тамиш — Ц. звезда      | 86:87 |

| 6. коло             |        |
| Младост — Ц. звезда | 75:104 |
| Тамиш — Мега Бемакс | 62:73  |
| Златибор — Борац    | 102:93 |

| 7. коло                 |       |
| Златибор — Младост      | 99:73 |
| Борац — Тамиш           | 72:62 |
| Мега Бемакс — Ц. звезда | 76:74 |

| 8. коло               |        |
| Младост — Мега Бемакс | 67:125 |
| Ц. звезда — Борац     | 84:74  |
| Тамиш — Златибор      | 83:89  |

| 9. коло              |        |
| Тамиш — Младост      | 102:81 |
| Златибор — Ц. звезда | 75:89  |
| Борац — Мега Бемакс  | 89:77  |

| 10. коло               |        |
| Младост — Борац        | 66:120 |
| Мега Бемакс — Златибор | 96:90  |
| Ц. звезда — Тамиш      | 94:87  |

#### Табела
|   | Тим               | Игр. | Поб. | Изг. | П+  | П-   | П+/- | Бод |
| - | ----------------- | ---- | ---- | ---- | --- | ---- | ---- | --- |
| 1 | Црвена звезда МТС | 10   | 8    | 2    | 903 | 737  | +166 | 18  |
| 2 | Борац Чачак       | 10   | 8    | 2    | 897 | 747  | +150 | 18  |
| 3 | Мега Бемакс       | 10   | 6    | 4    | 850 | 809  | +41  | 16  |
| 4 | Златибор          | 10   | 4    | 6    | 843 | 901  | -58  | 14  |
| 5 | Тамиш             | 10   | 3    | 7    | 810 | 830  | -20  | 13  |
| 6 | Младост Земун     | 10   | 1    | 9    | 736 | 1017 | -281 | 11  |

Легенда:

### Група Б

#### Резултати по колима
| 1. коло              |        |
| Партизан — Војводина | 90:67  |
| ФМП — Металац        | 101:74 |
| Динамик — Вршац      | 94:74  |

| 2. коло           |       |
| Војводина — Вршац | 79:84 |
| Металац — Динамик | 74:93 |
| Партизан — ФМП    | 94:90 |

| 3. коло            |        |
| ФМП — Војводина    | 94:71  |
| Динамик — Партизан | 82:93  |
| Вршац — Металац    | 109:79 |

| 4. коло             |        |
| Војводина — Металац | 81:76  |
| Партизан — Вршац    | 108:66 |
| ФМП — Динамик       | 84:71  |

| 5. коло             |        |
| Динамик — Војводина | 94:83  |
| Вршац — ФМП         | 89:102 |
| Партизан — Металац  | 91:79  |

| 6. коло              |        |
| Војводина — Партизан | 62:88  |
| Металац — ФМП        | 75:101 |
| Вршац — Динамик      | 75:90  |

| 7. коло           |        |
| Вршац — Војводина | 103:85 |
| Динамик — Металац | 84:90  |
| ФМП — Партизан    | 87:82  |

| 8. коло            |       |
| Војводина — ФМП    | 77:81 |
| Партизан — Динамик | 87:71 |
| Металац — Вршац    | 84:70 |

| 9. коло             |         |
| Металац — Војводина | 101:102 |
| Вршац — Партизан    | 59:108  |
| Динамик — ФМП       | 70:82   |

| 10. коло            |        |
| Војводина — Динамик | 66:87  |
| ФМП — Вршац         | 84:54  |
| Металац — Партизан  | 78:101 |

#### Табела
|   | Тим             | Игр. | Поб. | Изг. | П+  | П-  | П+/- | Бод |
| - | --------------- | ---- | ---- | ---- | --- | --- | ---- | --- |
| 1 | ФМП             | 10   | 9    | 1    | 906 | 757 | +149 | 19  |
| 2 | Партизан НИС    | 10   | 9    | 1    | 942 | 741 | +201 | 19  |
| 3 | Динамик ВИП ПЕЈ | 10   | 5    | 5    | 836 | 808 | +28  | 15  |
| 4 | Вршац           | 10   | 3    | 7    | 783 | 913 | -130 | 13  |
| 5 | Војводина       | 10   | 2    | 8    | 773 | 898 | -125 | 12  |
| 6 | Металац         | 10   | 2    | 8    | 810 | 933 | -123 | 12  |

Легенда:

### Разигравање за титулу

#### Четвртфинале
Први пар:
| 21. 5. 2018. 18:00 |                                                              | Црвена звезда МТС | 89 : 50                          | Вршац | Хала Пионир, Београд Гледаоци: 1.000 Судије: Милија Војиновић, Јасмина Јурас, Владимир Весковић |  |
| 21. 5. 2018. 18:00 | Четвртине: 21:11, 29:16, 19:13, 20:10                        |                   |                                  |       | Хала Пионир, Београд Гледаоци: 1.000 Судије: Милија Војиновић, Јасмина Јурас, Владимир Весковић |  |
| 21. 5. 2018. 18:00 | Поени: Фелдин 14 Скокови: Јовановић 8 Асистенције: Рочести 8 |                   | Ђорђевић 13 Момиров 10 Јововић 4 |       | Хала Пионир, Београд Гледаоци: 1.000 Судије: Милија Војиновић, Јасмина Јурас, Владимир Весковић |  |

| 23. 5. 2018. 21:00 |                                                               | Вршац | 82 : 109               | Црвена звезда МТС | Центар Миленијум, Вршац Гледаоци: 3.000 Судије: Радош Арсенијевић, Бранислав Мрдак, Иван Стефановић |  |
| 23. 5. 2018. 21:00 | Четвртине: 19:33, 21:28, 21:26, 21:22                         |       |                        |                   | Центар Миленијум, Вршац Гледаоци: 3.000 Судије: Радош Арсенијевић, Бранислав Мрдак, Иван Стефановић |  |
| 23. 5. 2018. 21:00 | Поени: Ђорђевић 15 Скокови: Момиров 9 Асистенције: Пашајлић 9 |       | Омић 21 Омић 8 Човић 5 |                   | Центар Миленијум, Вршац Гледаоци: 3.000 Судије: Радош Арсенијевић, Бранислав Мрдак, Иван Стефановић |  |

Други пар:
| 21. 5. 2018. 19:00 |                                                              | Борац Чачак | 83 : 75                           | Динамик ВИП ПЕЈ | Хала Борца крај Мораве, Чачак Гледаоци: 1.500 Судије: Саша Маричић, Александар Глишић, Марко Јурас |  |
| 21. 5. 2018. 19:00 | Четвртине: 25:19, 15:26, 23:10, 20:20                        |             |                                   |                 | Хала Борца крај Мораве, Чачак Гледаоци: 1.500 Судије: Саша Маричић, Александар Глишић, Марко Јурас |  |
| 21. 5. 2018. 19:00 | Поени: Балабан 18 Скокови: Балабан 10 Асистенције: Ђоковић 6 |             | Крстић 18 Крстић 9 Милисављевић 5 |                 | Хала Борца крај Мораве, Чачак Гледаоци: 1.500 Судије: Саша Маричић, Александар Глишић, Марко Јурас |  |

| 23. 5. 2018. 21:00 |                                                                     | Динамик ВИП ПЕЈ | 81 : 70                            | Борац Чачак | Динамик арена, Београд Гледаоци: 300 Судије: Урош Обркнежевић, Синиша Прпа, Милија Војиновић |  |
| 23. 5. 2018. 21:00 | Четвртине: 19:8, 17:26, 15:22, 30:14                                |                 |                                    |             | Динамик арена, Београд Гледаоци: 300 Судије: Урош Обркнежевић, Синиша Прпа, Милија Војиновић |  |
| 23. 5. 2018. 21:00 | Поени: Стевановић 26 Скокови: Стевановић 6 Асистенције: Ракићевић 7 |                 | Радуловић 16 Балабан 7 Радуловић 7 |             | Динамик арена, Београд Гледаоци: 300 Судије: Урош Обркнежевић, Синиша Прпа, Милија Војиновић |  |

| 25. 5. 2018. 18:00 |                                                                       | Борац Чачак | 85 : 77                               | Динамик ВИП ПЕЈ | Хала Борца крај Мораве, Чачак Гледаоци: 1.500 Судије: Илија Белошевић, Урош Николић, Владимир Јевтовић |  |
| 25. 5. 2018. 18:00 | Четвртине: 16:20, 32:15, 19:23, 18:19                                 |             |                                       |                 | Хала Борца крај Мораве, Чачак Гледаоци: 1.500 Судије: Илија Белошевић, Урош Николић, Владимир Јевтовић |  |
| 25. 5. 2018. 18:00 | Поени: Мариновић 22 Скокови: Балабан, Прља 6 Асистенције: Радуловић 5 |             | Стевановић 23 Крстић 8 Милисављевић 5 |                 | Хала Борца крај Мораве, Чачак Гледаоци: 1.500 Судије: Илија Белошевић, Урош Николић, Владимир Јевтовић |  |

Трећи пар:
| 22. 5. 2018. 18:00 |                                                                           | ФМП | 102 : 53                      | Златибор | Дворана Железник, Београд Гледаоци: 500 Судије: Миливоје Јовчић, Урош Обркнежевић, Немања Нинковић |  |
| 22. 5. 2018. 18:00 | Четвртине: 26:13, 31:14, 27:10, 18:16                                     |     |                               |          | Дворана Железник, Београд Гледаоци: 500 Судије: Миливоје Јовчић, Урош Обркнежевић, Немања Нинковић |  |
| 22. 5. 2018. 18:00 | Поени: Ђоковић, Јеремић 15 Скокови: Ненадић 8 Асистенције: Ненадић, Пот 8 |     | Поповић 16 Ризнић 8 Поповић 7 |          | Дворана Железник, Београд Гледаоци: 500 Судије: Миливоје Јовчић, Урош Обркнежевић, Немања Нинковић |  |

| 24. 5. 2018. 20:00 |                                                                  | Златибор | 87 : 94                     | ФМП | Спортска хала КСЦ, Чајетина Гледаоци: 400 Судије: Илија Белошевић, Урош Николић, Владимир Јевтовић |  |
| 24. 5. 2018. 20:00 | Четвртине: 13:22, 30:29, 28:20, 16:23                            |          |                             |     | Спортска хала КСЦ, Чајетина Гледаоци: 400 Судије: Илија Белошевић, Урош Николић, Владимир Јевтовић |  |
| 24. 5. 2018. 20:00 | Поени: Вулић, Папић 24 Скокови: Поповић 8 Асистенције: Поповић 9 |          | Ненадић 29 3 играча 6 Пот 6 |     | Спортска хала КСЦ, Чајетина Гледаоци: 400 Судије: Илија Белошевић, Урош Николић, Владимир Јевтовић |  |

Четврти пар:
| 22. 5. 2018. 20:00 |                                                                       | Партизан НИС | 97 : 68                      | Мега Бемакс | Хала Пионир, Београд Гледаоци: 3.000 Судије: Илија Белошевић, Урош Николић, Владимир Јевтовић |  |
| 22. 5. 2018. 20:00 | Четвртине: 22:20, 22:14, 30:17, 23:17                                 |              |                              |             | Хала Пионир, Београд Гледаоци: 3.000 Судије: Илија Белошевић, Урош Николић, Владимир Јевтовић |  |
| 22. 5. 2018. 20:00 | Поени: Гагић 16 Скокови: Величковић, Си 6 Асистенције: Вилијамс-Гос 8 |              | Битадзе 17 Битадзе 6 Лазић 4 |             | Хала Пионир, Београд Гледаоци: 3.000 Судије: Илија Белошевић, Урош Николић, Владимир Јевтовић |  |

| 24. 5. 2018. 18:00 |                                                           | Мега Бемакс | 79 : 93                                   | Партизан НИС | Спортска хала Мега фектори, Београд Гледаоци: 650 Судије: Миливоје Јовчић, Саша Маричић, Марко Јурас |  |
| 24. 5. 2018. 18:00 | Четвртине: 26:20, 20:26, 20:24, 13:23                     |             |                                           |              | Спортска хала Мега фектори, Београд Гледаоци: 650 Судије: Миливоје Јовчић, Саша Маричић, Марко Јурас |  |
| 24. 5. 2018. 18:00 | Поени: Јарамаз 15 Скокови: Јарамаз 6 Асистенције: Мусић 8 |             | Величковић 22 Величковић 7 Вилијамс-Гос 8 |              | Спортска хала Мега фектори, Београд Гледаоци: 650 Судије: Миливоје Јовчић, Саша Маричић, Марко Јурас |  |

#### Полуфинале
Први пар:
| 28. 5. 2018. 18:00 |                                                                   | Црвена звезда МТС | 87 : 62                            | Партизан НИС | Хала Пионир, Београд Гледаоци: 2.200 Судије: Миливоје Јовчић, Милија Војиновић, Александар Глишић |  |
| 28. 5. 2018. 18:00 | Четвртине: 23:15, 18:18, 20:19, 26:10                             |                   |                                    |              | Хала Пионир, Београд Гледаоци: 2.200 Судије: Миливоје Јовчић, Милија Војиновић, Александар Глишић |  |
| 28. 5. 2018. 18:00 | Поени: Рочести 22 Скокови: Омић, Рочести 6 Асистенције: Рочести 5 |                   | Вон 16 Величковић 9 Вилијамс-Гос 7 |              | Хала Пионир, Београд Гледаоци: 2.200 Судије: Миливоје Јовчић, Милија Војиновић, Александар Глишић |  |

| 30. 5. 2018. 20:30 |                                                                                        | Партизан НИС | 73 : 81                        | Црвена звезда МТС | Хала Пионир, Београд Гледаоци: 6.500 Судије: Илија Белошевић, Урош Николић, Владимир Јевтовић |  |
| 30. 5. 2018. 20:30 | Четвртине: 18:21, 20:16, 24:20, 11:24                                                  |              |                                |                   | Хала Пионир, Београд Гледаоци: 6.500 Судије: Илија Белошевић, Урош Николић, Владимир Јевтовић |  |
| 30. 5. 2018. 20:30 | Поени: Вилијамс-Гос 20 Скокови: Величковић, Чакаревић 7 Асистенције: Величковић, Вон 4 |              | Рочести 23 Давидовац 9 Антић 5 |                   | Хала Пионир, Београд Гледаоци: 6.500 Судије: Илија Белошевић, Урош Николић, Владимир Јевтовић |  |

Други пар:
| 29. 5. 2018. 18:00 |                                                             | ФМП | 71 : 69                                        | Борац Чачак | Дворана Железник, Београд Гледаоци: 500 Судије: Илија Белошевић, Урош Обркнежевић, Владимир Јевтовић |  |
| 29. 5. 2018. 18:00 | Четвртине: 20:14, 14:17, 17:19, 20:19                       |     |                                                |             | Дворана Железник, Београд Гледаоци: 500 Судије: Илија Белошевић, Урош Обркнежевић, Владимир Јевтовић |  |
| 29. 5. 2018. 18:00 | Поени: Ненадић 22 Скокови: Ненадић 9 Асистенције: Ненадић 6 |     | Стојадиновић 15 Балабан, Тодоровић 6 Ђоковић 5 |             | Дворана Железник, Београд Гледаоци: 500 Судије: Илија Белошевић, Урош Обркнежевић, Владимир Јевтовић |  |

| 31. 5. 2018. 18:00 |                                                               | Борац Чачак | 64 : 59                | ФМП | Хала Борца крај Мораве, Чачак Гледаоци: 2.000 Судије: Милија Војиновић, Саша Маричић, Марко Јурас |  |
| 31. 5. 2018. 18:00 | Четвртине: 11:18, 15:17, 15:13, 23:11                         |             |                        |     | Хала Борца крај Мораве, Чачак Гледаоци: 2.000 Судије: Милија Војиновић, Саша Маричић, Марко Јурас |  |
| 31. 5. 2018. 18:00 | Поени: Балабан 14 Скокови: Балабан 9 Асистенције: Пешаковић 6 |             | Пот 16 Оџо 9 Јеремић 5 |     | Хала Борца крај Мораве, Чачак Гледаоци: 2.000 Судије: Милија Војиновић, Саша Маричић, Марко Јурас |  |

| 3. 6. 2018. |                                                      | ФМП | 77 : 56                                             | Борац Чачак | Дворана Железник, Београд Гледаоци: 500 Судије: Миливоје Јовчић, Александар Глишић, Урош Обркнежевић |  |
| 3. 6. 2018. | Четвртине: 25:22, 19:19, 14:9, 19:6                  |     |                                                     |             | Дворана Железник, Београд Гледаоци: 500 Судије: Миливоје Јовчић, Александар Глишић, Урош Обркнежевић |  |
| 3. 6. 2018. | Поени: Оџо 22 Скокови: Пот 11 Асистенције: Ненадић 4 |     | Ђоковић, Прља 10 Тодоровић 6 Мариновић, Радуловић 3 |             | Дворана Железник, Београд Гледаоци: 500 Судије: Миливоје Јовчић, Александар Глишић, Урош Обркнежевић |  |

#### Финале
| 7. 6. 2018. 20:00 |                                                               | Црвена звезда МТС | 84 : 83                      | ФМП | Хала Пионир, Београд Судије: Милија Војиновић, Марко Јурас, Саша Маричић |  |
| 7. 6. 2018. 20:00 | Четвртине: 24:25, 14:11, 18:25, 28:22                         |                   |                              |     | Хала Пионир, Београд Судије: Милија Војиновић, Марко Јурас, Саша Маричић |  |
| 7. 6. 2018. 20:00 | Поени: Омић 22 Скокови: Лазић, Омић 5 Асистенције: Рочести 12 |                   | Ненадић 19 Оџо, Пот 8 Пот 10 |     | Хала Пионир, Београд Судије: Милија Војиновић, Марко Јурас, Саша Маричић |  |

| 9. 6. 2018. 18:00 |                                                           | ФМП | 62 : 68                         | Црвена звезда МТС | Дворана Железник, Београд Гледаоци: 1.879 Судије: Миливоје Јовчић, Александар Глишић, Владимир Јевтовић |  |
| 9. 6. 2018. 18:00 | Четвртине: 20:10, 14:29, 16:18, 12:11                     |     |                                 |                   | Дворана Железник, Београд Гледаоци: 1.879 Судије: Миливоје Јовчић, Александар Глишић, Владимир Јевтовић |  |
| 9. 6. 2018. 18:00 | Поени: Апић 14 Скокови: Симанић 11 Асистенције: Ђоковић 6 |     | Фелдин 24 Омић, Човић 7 Човић 9 |                   | Дворана Железник, Београд Гледаоци: 1.879 Судије: Миливоје Јовчић, Александар Глишић, Владимир Јевтовић |  |

| 11. 6. 2018. 19:00 |                                                       | Црвена звезда МТС | 97 : 88                         | ФМП | Хала Пионир, Београд Гледаоци: 4.102 Судије: Илија Белошевић, Урош Обркнежевић, Урош Николић |  |
| 11. 6. 2018. 19:00 | Четвртине: 21:26, 35:21, 21:19, 20:22                 |                   |                                 |     | Хала Пионир, Београд Гледаоци: 4.102 Судије: Илија Белошевић, Урош Обркнежевић, Урош Николић |  |
| 11. 6. 2018. 19:00 | Поени: Омић 20 Скокови: Омић 11 Асистенције: Човић 10 |                   | Ђоковић 22 Ненадић 11 Ђоковић 7 |     | Хала Пионир, Београд Гледаоци: 4.102 Судије: Илија Белошевић, Урош Обркнежевић, Урош Николић |  |

| Првак Суперлиге Србије у кошарци 2017/18. |
| ----------------------------------------- |
| КК Црвена звезда 4. титула                |